# Hermann von Stülpnagel
Hermann Friedrich Karl von Stülpnagel (né le 6 janvier 1839 à Potsdam et mort le 1er mars 1912 à Darmstadt) est un lieutenant général prussien et commandant de la ville de Francfort-sur-le-Main.

## Biographie

### Origine
Ses parents sont le lieutenant-général prussien Karl Bernhard von Stülpnagel (de) (1794-1875) et son épouse Eleonore von Bismarck (1805-1876) de la branche de Briest.

### Carrière militaire
Stülpnagel suit sa formation scolaire au lycée d'Halberstadt, puis arrive le 1er mai 1851 à Potsdam en tant que cadet à Potsdam et de là, le 1er mai 1854, à Berlin, où il devient page personnel de la reine Élisabeth de Prusse. Le 2 mai 1857, il est nommé sous-lieutenant au 1er régiment à pied de la Garde de l'armée prussienne. Il y est promu premier lieutenant le 25 juin 1865 et, à partir du 7 mai 1866, il occupe le poste d'adjudant auprès du commandement général du corps de la Garde. À ce titre, Stülpnagel participe aux batailles de Soor, Königinhof et Sadowa la même année lors de la guerre contre l'Autriche. Le 25 septembre 1866, il devient capitaine surnuméraire de la Garde. Le 21 février 1868, il est nommé commandant de compagnie dans le 1er régiment à pied de la Garde. Lors de la guerre contre la France, Stülpnagel combat à Saint-Privat, au siège de Paris et le 30 août au 21 décembre 1870 au Bourget. Il reçoit la croix de fer de 2e classe.
Le 16 juin 1871, il est nommé lieutenant d'aile auprès de l'empereur Guillaume Ier. Le 6 août 1871, il est transféré à la légation prussienne de Munich en tant qu'attaché militaire à l'ambassade de Prusse (de) à Munich. Le 22 mars 1872, il est décoré de la croix de chevalier de l'ordre de la maison royale de Hohenzollern avec épées. Stülpnagel est promu major le 18 août 1872, reçoit le 6 décembre 1872 l'ordre russe de Saint-Stanislas de 2e classe avec couronne et épées ainsi que l'ordre de la Couronne de fer de 2e classe. Le 8 mai 1876, il reçoit la croix de commandeur de l'ordre bavarois du Mérite militaire. Le 22 mars 1877, il est promu lieutenant-colonel et le 12 avril 1881 chargé de la direction du régiment de fusiliers de la Garde en position à la suite.
Le 13 novembre 1882, il est promu colonel et nommé commandant du régiment. À partir du 26 mai 1887, Stülpnagel commande par intérim la 11e brigade d'infanterie, avant d'être nommé commandant de cette grande unité le 3 août 1887, avec promotion au grade de major général. Il reçoit le 19 septembre 1888 l'ordre de l'Aigle rouge de 2e classe avec feuilles de chêne. Le 17 juin 1889, Stülpnagel est nommé commandant de Francfort-sur-le-Main et le 9 décembre 1889, il reçoit l'étoile de l'ordre de la Couronne de 2e classe. Guillaume II lui confère le 24 mars 1890 le caractère de lieutenant-général. En outre, il décore Stülpnagel de l'ordre de la Couronne de 1re classe le 22 mars 1898 et de l'ordre de l'Aigle rouge de 1re classe avec feuilles de chêne et épées le 15 septembre 1905. En approbation de sa demande de départ, est mis à disposition le 2 juillet 1907 avec la pension légale et le droit de porter l'uniforme du régiment de fusiliers de la Garde. Il meurt le 1er mars 1912 à Darmstadt, mais est enterré à Francfort-sur-le-Main.

### Famille
Stulpnagel se marie le 1er mars 1877 à Munich avec Luise baronne von der Tann-Rathsamhausen (1856-1907), fille du général d'infanterie bavarois Ludwig von der Tann-Rathsamhausen et de son épouse Anna la comtesse von Voß. Le couple a plusieurs enfants :
- Ludwig (1878-1914), tué comme lieutenant de réserve à Lombardsijde en Belgique
- Carl-Heinrich (1886-1944), général d'infanterie allemand et résistant assassiné marié avec Helene baronne von Pentz (de) (1889–1965)
- Luise (née en 1887) mariée avec Friedrich von Stumm (de)
- Élisabeth (née en 1889) mariée avec Hans Schmucking